# Карасик Владлен Михайлович
Владлен Михайлович Карасик (30 серпня 1936, Козелець — 10 березня 2004) — український господарський і політичний діяч, Народний депутат України.

## Біографія
Народився 30 серпня 1936 року в місті Козелці Чернігівської області в родині службовців. Закінчив Київський технологічний інститут харчової промисловості за спеціальністю інженер-теплоенергетик. З 1961 року працював на керівних посадах Куп'янського цукрокомбінату, Харківського бурякцукортресту. Член КПРС з 1964 року. З 1965 року — директор цукрокомбінату імені Леніна. З 1978 року — генеральний директор Харківського виробничого об'єднання по виробництву, заготівлі, і переробці буряків, генеральний директор асоціації «Харківцукор». Депутат Харківської обласної ради, член обкому профспілки працівників агропромислового комплексу.

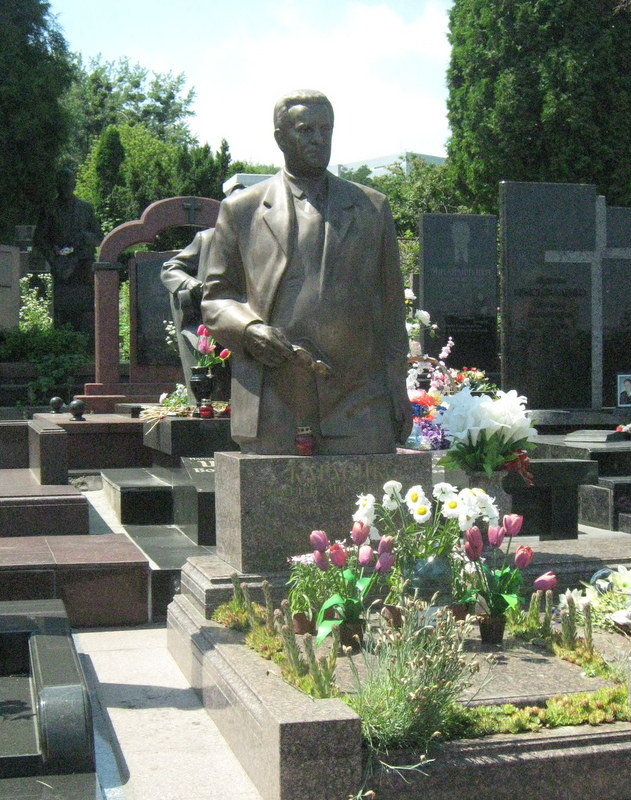
Могила Владлена Карасика

У березні 1990 року обраний депутатом Верховної Ради України I скликання від Богодухівського виборчого округу № 384 (Харківська область). Входив до групи «Аграрії». Був членом Комісії Верховної Ради України з питань агропромислового комплексу. У 1994 році обраний депутатом Верховної Ради України II скликання від Богодухівського виборчого округу № 387 (Харківська область). У 1998 році склав свої депутатські повноваження.
Жив у Києві. Помер 10 березня 2004 року. Похований на Байковому кладовищі (ділянка № 52а)                                                       .

## Нагороди
Нагороджений орденами Леніна, Трудового Червоного Прапора, грамотою Президії ВР УРСР.